# Gobō
Gobō (jap. 御坊市, -shi) ist eine Stadt in der Präfektur Wakayama in Japan.

## Geographie
Gobō liegt südlich von Wakayama und nordwestlich von Tanabe.

## Geschichte
Die Stadt Gobō wurde am 1. April 1954 gegründet.

## Verkehr
Gobō ist über die Hanwa-Autobahn sowie die Nationalstraßen 42 und 425 erreichbar. Der Bahnhof Gobō liegt an der Kisei-Hauptlinie von JR West. Von dieser zweigt die ausschließlich auf Stadtgebiet verlaufende Kishū-Bahnlinie der Gesellschaft Kishū Tetsudō zum Bahnhof Nishi-Gobō ab.

## Söhne und Töchter der Stadt
- Toshihiro Nikai (Politiker, geb. 1939)
- Sumiko Fuji (Schauspielerin, geb. 1945)

## Weblinks

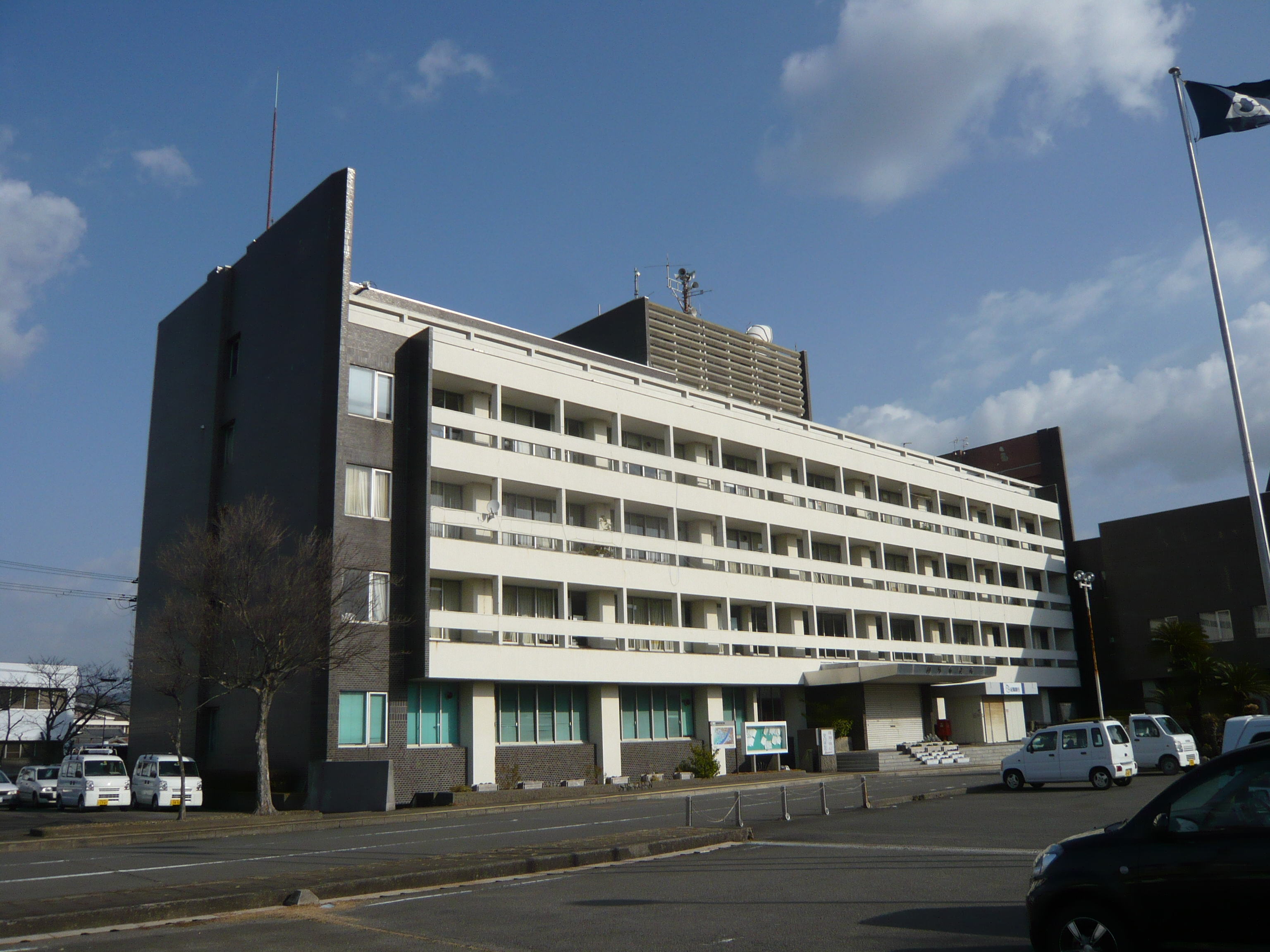
Rathaus von Gobo

## Angrenzende Städte und Gemeinden
- Mihama
- Hidaka
- Hidakagawa
- Inami